# Atom Trefl Sopot 2014-2015
Questa voce raccoglie le informazioni riguardanti l'Atom Trefl Sopot nelle competizioni ufficiali della stagione 2014-2015.

## Organigramma societario
Area direttiva
- Presidente: Roman Kniter

Area tecnica
- Allenatore: Lorenzo Micelli
- Allenatore in seconda: Vasja Samec

## Rosa
| N° | Nome                  | Ruolo | Data di nascita   | Nazionalità sportiva |
| -- | --------------------- | ----- | ----------------- | -------------------- |
| 1  | Maja Tokarska         | C     | 22 febbraio 1991  | Polonia              |
| 2  | Deja McClendon        | S     | 27 giugno 1992    | Stati Uniti          |
| 3  | Charlotte Leys        | S     | 18 marzo 1989     | Belgio               |
| 4  | Izabela Bełcik        | P     | 29 ottobre 1980   | Polonia              |
| 5  | Jana Matiašovská      | S     | 7 luglio 1987     | Azerbaigian          |
| 6  | Anna Podolec          | S/O   | 30 ottobre 1985   | Polonia              |
| 7  | Milena Rosner         | S     | 4 gennaio 1980    | Polonia              |
| 8  | Zuzanna Efimienko     | C     | 8 agosto 1989     | Polonia              |
| 9  | Magdalena Damaske     | S     | 19 febbraio 1996  | Polonia              |
| 10 | Anna Kaczmar          | P     | 26 settembre 1985 | Polonia              |
| 11 | Justyna Łukasik       | C     | 27 gennaio 1993   | Polonia              |
| 12 | Falyn Fonoimoana      | S     | 13 marzo 1992     | Stati Uniti          |
| 13 | Agata Durajczyk       | L     | 19 agosto 1989    | Polonia              |
| 14 | Klaudia Kulig         | L     | 1º maggio 1997    | Polonia              |
| 15 | Brittnee Cooper       | C     | 26 febbraio 1988  | Stati Uniti          |
| 16 | Klaudia Kaczorowska   | S     | 20 dicembre 1988  | Polonia              |
| 18 | Katarzyna Zaroślińska | S/O   | 3 febbraio 1987   | Polonia              |